# Слупяне
Слупяне — западнославянское племя, которое жило к Западу от реки Ныса-Лужицка. Являлось одним из лужицких племён. Соседствовало с бежунчанами, жаровянами и ницами. Было одним из племён, восставших против саксов в 936—940 годах. Вероятно, название города Слубице происходит от названия этого племени.